# Rajd Portugalii 1997
Rezultaty Rajdu Portugalii (31. TAP Rallye de Portugal), eliminacji Rajdowych Mistrzostw Świata w 1997 roku, który odbył się w dniach 23-26 marca. Była to czwarta runda czempionatu w tamtym roku. Bazą rajdu było miasto Figueira da Foz.

## Wyniki końcowe rajdu
| Msc.                   | Kierowca               | Pilot                  | Samochód                  | Czas                   | Strata                 | Grupa                  | Punkty                 |                        |
| Klasyfikacja generalna | Klasyfikacja generalna | Klasyfikacja generalna | Klasyfikacja generalna    | Klasyfikacja generalna | Klasyfikacja generalna | Klasyfikacja generalna | Klasyfikacja generalna | Klasyfikacja generalna |
| ---------------------- | ---------------------- | ---------------------- | ------------------------- | ---------------------- | ---------------------- | ---------------------- | ---------------------- | ---------------------- |
| 1                      | Tommi Mäkinen          | Seppo Harjanne         | Mitsubishi Lancer Evo IV  | 4:53.01                | 0.0                    | A8 M                   | 10                     |                        |
| 2.                     | Freddy Loix            | Sven Smeets            | Toyota Celica GT-Four     | 4:57.06                | +4.05                  | A8                     | 6                      |                        |
| 3.                     | Armin Schwarz          | Denis Giraudet         | Ford Escort WRC           | 4:59.34                | +6.33                  | A8 M                   | 4                      |                        |
| 4.                     | Grégoire De Mévius     | Jean-Marc Fortin       | Ford Escort WRC           | 5:05.29                | +12.28                 | A8                     | 3                      |                        |
| 5.                     | Jean-Pierre Richelmi   | Thierry Barjou         | Ford Escort RS Cosworth   | 5:10.17                | +17.16                 | A8                     | 2                      |                        |
| 6.                     | Masao Kamioka          | Kevin Gormley          | Subaru Impreza 555        | 5:10.40                | +17.39                 | A8                     | 1                      |                        |
| 7.                     | Gustavo Trelles        | Jorge del Buono        | Mitsubishi Lancer Evo III | 5:10.54                | +17.53                 | N4                     |                        |                        |
| 8.                     | Manfred Stohl          | Peter Müller           | Mitsubishi Lancer Evo III | 5:11.04                | +18.03                 | N4                     |                        |                        |
| 9.                     | Alister McRae          | David Senior           | Volkswagen Golf Kit Car   | 5:12.54                | +19.53                 | A7 2L                  |                        |                        |
| 10.                    | Adruzilo Lopes         | Luís Lisboa            | Peugeot 306 Maxi          | 5:13.42                | +20.41                 | A7 2L                  |                        |                        |
| PWRC                   |                        |                        |                           |                        |                        |                        |                        |                        |
| 1 (7.)                 | Gustavo Trelles        | Jorge del Buono        | Mitsubishi Lancer Evo III | 5:10.54                | -                      | N4                     |                        |                        |
| 2 (8.)                 | Manfred Stohl          | Peter Müller           | Mitsubishi Lancer Evo III | 5:11:04                | +10                    | N4                     |                        |                        |
| 3 (13.)                | Luis Climent Asensio   | Álex Romaní            | Mitsubishi Lancer Evo III | 5:18:29                | +7:35                  | N4                     |                        |                        |
| 2L WRC                 |                        |                        |                           |                        |                        |                        |                        |                        |
| 1 (9.)                 | Alister McRae          | David Senior           | Volkswagen Golf Kit Car   | 5:12.54                | -                      | A7 2L                  |                        |                        |
| 2 (10.)                | Adruzilo Lopes         | Luís Lisboa            | Peugeot 306 Maxi          | 5:13.42                | +48                    | A7 2L                  |                        |                        |
| 3 (11.)                | Erwin Weber            | Manfred Hiemer         | Seat Ibiza Kit Car        | 5:18:01                | +5:07                  | A7 2L                  |                        |                        |

1. ↑  Litera M przy oznaczeniu grupy do której należy samochód oznacza, iż tylko ci kierowcy zdobywali punkty dla swoich zespołów liczonych w klasyfikacji producentów na koniec sezonu.

## Klasyfikacja po 4 rundach
Tabele przedstawiają tylko pięć pierwszych miejsc.

### Kierowcy
| Lp. | Kierowca      | Pkt |
| --- | ------------- | --- |
| 1   | Tommi Makinen | 18  |
| 2   | Colin McRae   | 13  |
| 3   | Carlos Sainz  | 12  |
| 4   | Armin Schwarz | 11  |
| 5   | Piero Liatti  | 10  |

### Producenci
| Lp. | Producent           | Pkt |
| --- | ------------------- | --- |
| 1   | 555 Subaru WRT      | 33  |
| 2   | Mitsubishi Ralliart | 26  |
| 3   | Ford Motor Co. Ltd. | 23  |